# Banger leben kürzer
Banger leben kürzer ist das dritte Soloalbum des Rappers Farid Bang. Es erschien am 18. Februar 2011 über Eko Freshs Label German Dream.

## Inhalt
Auf dem Album befinden sich überwiegend typische Gangsta-Rap-Songs, wie Du Fils de Pute, Bitte Spitte 5000 und Willkommen auf der Kö. Aber auch tiefsinnigere Lieder (z. B. Teufelskreis, Mein Mann ist ein Gangster, Mensch, Dreh die Zeit zurück) sind häufiger vertreten als auf früheren Veröffentlichungen des Rappers. Der Titelsong Banger leben kürzer ist ein Disstrack gegen den Rapper Sido.

## Gastbeiträge
Auf sechs Liedern des Albums sind Beiträge von anderen Künstlern zu finden. So ist der österreichische Rapper RAF Camora bei Du Fils de Pute zu hören. Der German Dream-Kollege Summer Cem und der Rapper Fard unterstützen Farid Bang auf Neureiche Wichser (NRW), während Afrob und German Dream-Chef Eko Fresh Strophen beim Song Hol die Hände aus der Tasche rappen. Außerdem ist der Sänger Ramsi Aliani auf König der Nacht zu hören und die Rapper Haftbefehl und Habesha treten bei Ein Stich genügt in Erscheinung. Des Weiteren sind die Sängerin Zemine auf dem Lied Mein Mann ist ein Gangster und der Sänger Delus bei Mensch zu hören. Die MZEE-Edition enthält zusätzlich die Massen-Collabo Goodfella Übernahme RMX, bei dem die Rapper Haftbefehl, Summer Cem, Capkekz, Massiv und Eko Fresh Gastbeiträge besitzen. Außerdem gab es für die Kunden von iTunes zusätzlich zum Album noch den Teufelskreis Remix und den Videoclip zu Teufelskreis exklusiv dazu.

## Covergestaltung
Das Albumcover ist in schwarzen und roten Farbtönen gehalten. Es zeigt Farid Bang vor brennenden Ruinen. Die Schriftzüge Farid Bang und Banger leben kürzer stehen zentral im Bild. Am oberen Bildrand steht German Dream Präsentiert.

## Titelliste
| #  | Titel                        | Gastmusiker            | Produzent             | Länge |
| -- | ---------------------------- | ---------------------- | --------------------- | ----- |
| 1  | Intro                        |                        | B-Case und KD-Beatz   | 1:57  |
| 2  | Du Fils de Pute              | RAF Camora             | phreQuincy            | 4:44  |
| 3  | 3 mal im Leben               |                        | TheDrumkidz           | 3:49  |
| 4  | Teufelskreis                 |                        | Crystal und HookBeatz | 4:22  |
| 5  | Mein Mann ist ein Gangster   | Zemine                 | RAF Camora            | 4:14  |
| 6  | Bitte Spitte 5000            |                        | Crystal und HookBeatz | 3:53  |
| 7  | Neureiche Wichser (NRW)      | Summer Cem und Fard    | B-Case und Joznez     | 4:24  |
| 8  | Ein Stich genügt             | Habesha und Haftbefehl | Sti                   | 4:01  |
| 9  | Banger leben kürzer          |                        | ILLthinker            | 4:20  |
| 10 | Hol die Hände aus der Tasche | Afrob und Eko Fresh    | ILLthinker            | 3:23  |
| 11 | Spiel ohne Regeln            |                        | Juh-Dee               | 4:39  |
| 12 | Mensch                       | Delus                  | Rizbo                 | 3:49  |
| 13 | Willkommen auf der Kö        |                        | B-Case                | 3:43  |
| 14 | König der Nacht              | Ramsi Aliani           | Juh-Dee               | 4:15  |
| 15 | Dreh die Zeit zurück         |                        | ILLthinker            | 3:32  |

Bonus-Songs der MZEE-Version:
| #  | Titel                   | Gastmusiker                                           | Länge |
| -- | ----------------------- | ----------------------------------------------------- | ----- |
| 16 | Lady Gaga Flow          |                                                       | 3:36  |
| 17 | Goodfella Übernahme RMX | Haftbefehl, Summer Cem, Capkekz, Massiv und Eko Fresh | 4:30  |

## Vermarktung
Im Vorfeld der Veröffentlichung des Albums stellte Farid Bang eine 10-teilige Videoblog-Serie auf der Plattform YouTube ins Internet, bei der er Informationen zum Album preisgab. Neben den Videos zu beiden Liedern der Single wurden Videos zum Intro und dem Song Bitte Spitte 5000 gedreht.

## Indizierung
Das Album wurde fast ein Jahr nach seiner Veröffentlichung, Ende Januar 2012, vorläufig von der BPjM indiziert. Damit darf der Tonträger nicht mehr an Jugendliche unter 18 Jahren verkauft werden. Die Lieder, die zur Indizierung führten, sind Du Fils de Pute, 3 mal im Leben, Bitte Spitte 5000, Neureiche Wichser (NRW), Ein Stich genügt, Banger leben kürzer sowie Willkommen auf der Kö, die als verrohend, unsittlich und frauendiskriminierend eingestuft wurden.
Im Oktober 2018 wurde das Album unter dem Titel Banger leben kürzer XXX neu veröffentlicht, wobei die sieben für die Indizierung verantwortlichen Titel gestrichen wurden. Diese neue Version des Albums, bestehend aus nun acht Songs, ist somit wieder frei erhältlich.

## Chartplatzierungen und Singles
Banger leben kürzer stieg in der 10. Kalenderwoche des Jahres 2011 auf Platz 11 in die deutschen Albumcharts ein. In der folgenden Woche fiel das Album auf Position 63 und verließ anschließend die Charts.
Auch in Österreich (#32) und der Schweiz (#25) konnte sich das Album in den Top 100 platzieren. Nach eigenen Angaben verkaufte sich das Album über 10.000 Mal.
Am 11. Februar 2011 erschien der Song Teufelskreis als erste offizielle Single, inklusive des Liedes König der Nacht, zum Download. Zu beiden Songs wurden Musikvideos gedreht, die am 11. Januar bzw. 9. Februar 2011 Premiere im Internet feierten. Die Single konnte nicht in die Charts einsteigen.

## Kritik
| Professionelle Bewertungen | Professionelle Bewertungen |
| -------------------------- | -------------------------- |
| Kritiken                   |                            |
| Quelle                     | Bewertung                  |
| rap.de                     | [ 7 ]                      |
| rappers.in                 | [ 8 ]                      |

- Die Internetseite Rap.de bescheinigte dem Düsseldorfer vor allem in Sachen Facettenreichtum eine Steigerung gegenüber früheren Veröffentlichungen und vergab fünf von fünf Sternen:

„Bereits die erste Singleauskopplung „Teufelskreis“ samt Video, dürfte bei einigen die Wahrnehmung des Künstlers ein wenig verschoben haben. Der junge Herr präsentiert sich hier von einer eher ungewöhnlich tiefsinnigen Seite, bei der wohl auch die im Netz stark ausgeprägte Hater-Fraktion eingestehen muss, dass der Berber eben nicht nur für starke „Haudrauf-Sprüche“ gut ist. [...] Wer sich jetzt Sorgen macht, dass Farid nun gänzlich in eine Welt von realitätsnahem Storytelling abrutscht, dem sei gesagt, dass trotzdem noch genug unterhaltsame Pöbeleien auf BLK stattfinden. [...] Einziger Wermutstropfen insgesamt ist, dass tatsächlich nicht ganz so viele Beats der extrem brachialen Sorte mit auf dem Album sind. [...] Nichtsdestotrotz ist das Album sehr gelungen und wird der versprochenen Weiterentwicklung ohne Selbstentfremdung absolut gerecht. Wer nun absolut kein Freund von Provokationen, samt schnippischem Augenzwinkern ist, wird sich auch dieses Mal in den üblichen Hasstiraden verlieren, allen anderen ist das Album aber stark ans Herz zu legen! “